# Arany Penna díj
Az Arany Penna díj a Tinta Könyvkiadó által 2000-ben alapított díj, amit a kiadó minden évben a legnívósabb kiadványa elkészítőjének ítél oda. 2000–2008 között Arany Toll díj néven adták át.

## Eddigi díjazottak

### 2000.Szathmári István
- Stilisztikai lexikon. Stilisztikai fogalmak magyarázata szépirodalmi példákkal szemléltetve.[1]
- A magyar stilisztika. A kezdetektől a XX. század végéig.[2]
- Alakzatlexikon. A retorikai és stilisztikai alakzatok kézikönyve.[3]
- Stíluseszközök és alakzatok kislexikona.[4]
- Hogyan elemezzünk verset?[5]

### 2002.Makkai Ádám
- A csodaszarvas nyomában. A legszebb ezer vers költészetünk nyolc évszázadából.[6]
- In Quest of the Miracle Stag I., II. The Poetry of Hungary.[7]
- Jézus és a démonok imája[8]
- Angol társalgási zsebkönyv (Makkai Arany Ágnes társszerzővel).[9]

### 2003.Bárdosi Vilmos
- Magyar szólástár. Szólások, helyzetmondatok, közmondások, értelmező és fogalomköri szótára.[10]
- Magyar szólások, közmondások értelmező és fogalomköri szótára.[11]
- Közmondások. 3000 magyar közmondás és szójárás betűrendes értelmező dióhéjszótára (Kiss Gábor társszerzővel).[12]
- Szólások. 5000 magyar állandósult szókapcsolat betűrendes értelmező dióhéjszótára (Kiss Gábor társszerzővel).[13]
- Szinonimák. 20000 rokon értelmű szó dióhéjszótára.[14]
- Francia-magyar tematikus szólásszótár. Szólásmagyarázatok és gyakorlatok megoldókulccsal.[15]
- Szólások és közmondások. Munkafüzet a Tinta Könyvkiadó Magyar szólások, közmondások értelmező szótára fogalomköri szómutatóval című kiadványához. (Csobothné Hegedűs Mária társszerzővel).[16]
- Lassan a testtel. Emberi testrészek a magyar szólásokban, közmondásokban.[17]
- Szólások, közmondások eredete. Frazeológiai etimológiai szótár.[18]
- Itt van a kutya elásva! Állatneves magyar szólások, közmondások szótára[19]
- Nincsen rózsa tövis nélkül. Növény-, virág- és gyümölcsneves szólások, közmondások szótára[20]
- Mi a szösz? 300 magyar szólásmondás eredete[21]

### 2006.Zaicz Gábor
- Etimológiai szótár. Magyar szavak és toldalékok eredete.[22]

### 2008.Eőry Vilma
- Értelmező szótár+ (2 kötet). Értelmezések, példamondatok, szinonimák, ellentétek, szólások, közmondások, etimológiák, nyelvhasználati tanácsok és fogalomköri csoportok.[23]
- Magyar értelmező szótár diákoknak. Szómagyarázatok példamondatokkal.[24]
- Magyar szókincsbővítő diákszótár. 2000 régi, ritka, kevésbé ismert szó és szójelentés magyarázata[25]
- Magyar értelmező alapszótár diákoknak. A leggyakoribb és legfontosabb 2000 magyar szó magyarázata példamondatokkal (Szerk.: Eőry Vilma, Kiss Gábor, Kőhler Klára)[26]

### 2009. Parapatics Andrea
- Szlengszótár. A mai magyar szleng 2000 szava és kifejezése fogalomköri szinonimamutatóval.[27]
- Nyelvjárástani munkafüzet. Feladatok a magyar nyelv területi változatosságának megismeréséhez[28]
- Gyakorlati szövegalkotási munkafüzet. A középszintű írásbeli érettségi vizsgához magyar nyelv és irodalomból[29]
- A magyar nyelv regionalitása és a köznevelés. Tények, problémák, javaslatok[30]

### 2010. Fercsik Erzsébet, Raátz Judit
- Keresztnevek enciklopédiája. A leggyakoribb női és férfinevek.[31]
- Keresztnevek. A legfontosabb tudnivalók a leggyakoribb nevekről[32]
- Helyesírási munkafüzet. Feladatok A magyar helyesírás szabályai 12. kiadásához[33]
- Keresztnevek munkafüzet.  Munkafüzet a Tinta Könyvkiadó Keresztnevek enciklopédiája című kiadványához[34]

### 2011. Rácz János
- Növénynevek enciklopédiája. Az elnevezések eredete, a növények kultúrtörténete és élettani hatása.[35]
- Állatnevek enciklopédiája. A gerincesek elnevezéseinek eredete, az állatok kultúrtörténete, néprajza és mitológiája.[36]
- Gyógyhatású növények. 250 gyógynövény leírása, nevének magyarázata és gyógyhatásának ismertetése.[37]
- Virágnévszótár. 340 virágnév eredete és a növények leírása.[38]
- Kutyaszótár. 410 kutyafajta nevének eredete és a fajták bemutatása[39]

### 2012.Tótfalusi István
- Idegen szavak magyarul.[40]
- Idegenszó-tár. Idegen szavak értelmező és etimológiai szótára.[41]
- Kiejtési szótár. Idegen nevek, szavak, kifejezések és szólások helyes kiejtése.[42]
- Klasszikus szócsaládfák. Nyelvünk görög és latin eredetű szavai.[43]
- Magyarító szótár. Idegen szavak magyarul.[44]
- Idegen szavak alapszótára. 4500 idegen szó magyarázata.[45]
- 44 tévhit a nyelvekről és nyelvünkről[46]
- 48 szerelmes vers. 29 angol, amerikai, ír és skót költőtől angolul és magyarul Tótfalusi István fordításában.[47]
- Nyelvészeti ínyencfalatok[48]
- Vámmentes gondolatok. 838 újkori szállóige 344 neves személytől magyarul és eredeti nyelven, kiejtési tanáccsal[49]
- 36 klasszikus magyar vers magyarul és angolul Tótfalusi István fordításában[50]

### 2013.Wacha Imre
- Nem csak szóból ért az ember[51]
- A tiszta beszéd. Beszédtechnika. Alapismeretek és szövegértelmezés magyarázatokkal I.[52]
- Az értelmes beszéd. Beszédtechnika. Alapismeretek és szövegértelmezés magyarázatokkal II.[53]

### 2014. Küllős Imola és Laza Dominika
- Népi mondókák. Hagyományos dajkarímek, gyermekmondókák, dalok és köszöntőversikék[54]

### 2015. Forgács Róbert
- Anya - nyelv - csavar. Nyelvi fejtörők[55]
- Anya - nyelv - ész. Újabb nyelvi fejtörők[56]
- Szövegértési feladatok. Munkafüzet a szövegértés fejlesztéséhez. (Kertész Rita társszerzővel).[57]
- Szín-játszó-tér. Kommunikációs, csapatépítő és drámajátékok[58]

### 2016. Horváth Ágnes
- Magyar motívumok kifestőkönyve[59]
- A magyar díszítés alapformái[60]
- Magyar hímzésminták kifestőkönyve[61]
- Híres magyar hímzésmotívumok kifestőkönyve[62]
- Magyarországi lepkék kifestőkönyve[63]
- Erdélyi motívumok kifestőkönyve[64]
- Kalocsai motívumok kifestőkönyve[65]
- Matyó motívumok kifestőkönyve[66]
- A világ lepkéinek kifestőkönyve[67]
- Székely motívumok kifestőkönyve[68]

### 2017. Szőcsné Antal Irén
- Anya - nyelv - búvár. Nyelvi játékok[69]
- Anya - nyelv - varázs. 430 nyelvi fejtörő és rejtvény
- Szókincsfejlesztő munkafüzet. Játékos szókincsbővítő feladatok a 3-6. évfolyam számára

### 2018. Nagy György
- Molnár Ferenc a világsiker útján[70]
- Angol-magyar kifejezések. 3000 gyakori szókapcsolat, szólás és közmondás[71]
- Angol közmondások. 2000 angol közmondás, szólás és szállóige fordítása és magyar megfelelője[72]
- Angol elöljárós és határozós igék szótára. 2250 angol többszavas ige magyarázata angol és magyar példamondatokkal[73]
- Magyar-angol közmondásszótár. 1111 magyar közmondás és szólás fordítása és angol megfelelője[74]
- Angol elöljárószavas kifejezések szótára. 2080 kifejezés angolul és magyarul példamondatokkal[75]
- Magyar-angol szólásszótár. 1555 magyar szólás angol megfelelője példamondatokkal[76]
- Tele van a csipkebokor virággal. 333 magyar nóta szövege magyarul és angolul[77]
- Phrasal verbs magyar–angol szótár. 2000 ige magyar és angol példamondattal[78]
- Angol–magyar nagy szlengszótár. 5350 angol szlengszó és szlengkifejezés szinonimái, magyar megfelelői példamondatokkal[79]
- Angol-magyar nagy kollokációszótár. 17750 angol szókapcsolat és magyar megfelelője[80]

### 2019. Balázsi József Attila
- "Virágnak mondod, Pedig nem az..." - Hasonlatok és szóláshasonlatok. Stilisztikai feladatgyűjtemény[81]
- A sas egyedül repül. Állatos közmondások és szólások magyarul és angolul a világ minden tájáról szinonimamutatóval[82]
- Hasonlatszótár. A magyar nyelv régi és új szóláshasonlatai[83]
- Hasonlatok. Munkafüzet a Tinta Könyvkiadó Hasonlatszótár című kiadványához[84]
- Népies szólások, közmondások és életbölcsességek enciklopédiája (szerzőtárs: Kiss Gábor)[85]

### 2020.Adamikné Jászó Anna
- Éltető anyanyelvünk. Írások Grétsy László 70. születésnapjára (szerkesztő Balázs Gézával és Koltói Ádámmal)[86]
- Szociolingvisztikai szöveggyűjtemény (szerkesztő Bódi Zoltánnal)[87]
- Csak az ember olvas. Az olvasás tanítása és lélektana[88]
- A mondattani elv és a kisnyelvtanok. Az anyanyelvi tárgyak tanítása a magyar népiskolában 1868-tól 1905-ig[89]
- A gondolatokhoz odataláló nyelv. Nyelvművelő írások a harmadik évezred elejéről[90]
- "Az ősi nyelv nyomában". Nyelvhelyességi írások a harmadik évezred elejéről[91]

### 2021. Ágnes Bánhidi Agnesoni
- Olasz társalgási zsebkönyv
- Olasz közmondások. 1333 olasz közmondás, szólás és szállóige fordítása és magyar megfelelője
- Top 2000 olasz szó. A 2000 legfontosabb olasz szó példamondatokkal
- Magyar-olasz alapszótár
- Olasz-magyar alapszótár
- Magyar-olasz beszédfordulatok

### 2022. Cs. Nagy Lajos és N. Császi Ildikó
- Magyar nyelvjárások
- A tulajdonnevek helyesírása. Munkafüzet a különböző típusú nevek, címek írásához
- Egybeírás és különírás munkafüzet. Feladatok az egyszerű és összetett szavak helyesírásához
- Hangjelölési munkafüzet. Feladatok helyesírásunk alapelveinek gyakorlásához
- Helyesírási munkafüzet a 3. évfolyam számára. 70 változatos feladat a helyesírási ismeretek gyakorlásához
- Helyesírási munkafüzet a 4. évfolyam számára. 80 változatos feladat a helyesírási ismeretek gyakorlásához
- J vagy Ly? Munkafüzet a j hang kétféle jelölésének gyakorlásához
- Mondattani elemzések. Munkafüzet az egyszerű és az összetett mondat elemzésének gyakorlásához
- Szóalaktani elemzések. Munkafüzet a szóelemek és kapcsolódásuk gyakorlásához
- Szófajtani és szószerkezeti elemzések. Munkafüzet a szófajok és mondatrészek tanulásához

### 2023. T. Litovkina Anna
- Magyar közmondások nagyszótára
- Angol és amerikai közmondások gyakorlókönyve
- Aki keres, az talál
- A bábeli zűrzavartól a salamoni bölcsességig (szerzőtárs: Farkas Edit)ű

### 2024. Forgács Tamás
- Magyar szólások és közmondások szótára. Mai nyelvünk állandósult szókapcsolatai példákkal szemléltetve
- Bevezetés a frazeológiába. A szólás- és közmondáskutatás alapjai
- Történeti frazeológia. A történeti szólás- és közmondáskutatás kézikönyv
- Kresznerics Ferenc: Válogatott köz-mondások. Betűhű szövegkiadás. Szerkesztette, bevezetéssel és jegyzetekkel ellátta: Forgács Tamás